# 10163 Ономіті
10163 Ономіті (10163 Onomichi) — астероїд головного поясу, відкритий 26 січня 1995 року.
Тіссеранів параметр щодо Юпітера — 3,507.
Названо на честь Ономіті (яп. おのみち(尾道) ономіті)